# Juni 1995
Dit artikel geeft een chronologisch overzicht van alle belangrijke gebeurtenissen per dag in de maand juni van het jaar 1995.

## Gebeurtenenissen
- De Spaceshuttle Atlantis koppelt met de Russische Mir. Dit wordt gezien als symbool voor de samenwerking in de ruimte na het einde van de Koude Oorlog.
- Dutchbat vraagt voor het eerst luchtsteun van de Verenigde Naties als een observatiepost van de Nederlanders in Srebrenica wordt omsingeld. Ondanks eerder toezeggingen van de VN wordt de luchtsteun geweigerd.

### 1 juni
- Onderhandelingen met Slobodan Milošević over de erkenning door Servië van Bosnië-Herzegovina lopen opnieuw vast. De Servische president verbindt aan de erkenning steeds hogere eisen.
- Bij een legeroffensief tegen een basis van de Tamil-tijgers in het noordoosten van Sri Lanka komen meer dan zestig Tamil-guerrillastrijders om het leven en worden zeven militairen gedood.
- Aan de oevers van de Maas, in de winterbedding, mag niet meer worden gebouwd. Minister Margreeth de Boer van VROM kondigt dat verbod af in het overleg met de provincie Limburg.
- De Noorse regering richt een crisisteam op vanwege de ernstigste overstromingen in 125 jaar. Door smeltende sneeuw en zware regenval zijn in het zuidoosten van Noorwegen, ten noorden van de hoofdstad Oslo, rivieren buiten hun oevers getreden, dorpen geïsoleerd geraakt en dunbevolkte streken blank komen te staan.

### 2 juni
- Het Nederlandse kabinet besluit dat rekeningrijden wordt ingevoerd.
- Het aantal jongeren in Nederland met suikerziekte is in tien jaar tijd met 17 tot 23 procent gestegen. Dat blijkt uit een inventarisatie van de jonge suikerziektepatiënten die in de jaren 1988 tot en met 1990 door kinderartsen of internisten in behandeling werden genomen.
- De Servische president Slobodan Milošević maakt bekend dat de Bosnische Serviërs 120 gegijzelde blauwhelmen hebben vrijgelaten. De regering van klein-Joegoslavië (Servië en Montenegro) heeft eerder op de dag opgeroepen tot "onmiddellijke vrijlating" van alle VN'ers.
- Het Limburgse chemieconcern DSM verkoopt zijn drukinkt- en lijmharsactiviteiten aan de Amerikaanse International Paper.
- Voetballer Clemens Zwijnenberg verruilt FC Twente voor Feyenoord. De 25-jarige verdediger komt in De Kuip een contract voor drie jaar overeen. Vitesse trekt Louis Laros van Willem II aan. De 22-jarige aanvaller tekent voor drie seizoen bij de Arnhemse club.

### 3 juni
- De politie van Rotterdam arresteert in totaal 22 leden van extreemrechts en extreemlinks bij een door burgemeester Bram Peper verboden betoging. Van extreemrechts worden drie kopstukken aangehouden, onder wie Constant Kusters, die twee dagen eerder de nieuwe Fundamentalistische Arbeiders Partij (FAP) heeft opgericht.
- Rusland krijgt van de in de Club van Parijs verenigde westerse crediteurenlanden uitstel voor schuldbetalingen van bijna zeven miljard dollar die het land dit jaar had moeten voldoen.
- Een 39-jarige kasteloze vrouw wordt minister-president van Uttar Pradesh, een van India's belangrijkste deelstaten. De benoeming van Mayawati betekent een politieke doorbraak voor de Dalits, zoals de laagste groep in de kaste-hiërarchie zichzelf veelal noemt.

### 4 juni
- Bosnische Kroaten, gesteund door Kroatische legereenheden, hebben volgens Servische militaire bronnen de vitale aanvoerroute naar Knin, 'hoofdstad' van de Servische enclave Krajina, met artillerie onder vuur genomen.
- Stortregens hinderen het bezoek van paus Johannes Paulus II aan de Koekelberg in België.
- Tony Rominger wint de Ronde van Italië. De houder van het werelduurrecord loodst de roze leiderstrui na 3806 kilometer zonder noemenswaardige problemen over de eindstreep in Milaan, waar de Italiaan Giovanni Lombardi de slotrit op zijn naam schrijft.
- De TT-motorraces op het eiland Man eisen hun 164ste slachtoffer. De Brit Paul Fargher overlijdt op weg naar het ziekenhuis nadat hij met zijn motor tegen een muur is gebotst.

### 5 juni
- De bevelhebber van het Russische leger verklaart dat de strijders voor de onafhankelijkheid van Tsjetsjenië zijn verdreven uit het dorp Vedeno.
- IBM doet een vijandig bod van 3,3 miljard dollar (5,2 miljard gulden) op softwarefabrikant Lotus. Het is de grootste overnamepoging tot dusver in de software-industrie.
- Het Openbaar Ministerie in Berlijn begint met het verhoor van Johannes Weinrich, Duitslands meest gezochte terrorist en voormalige rechterhand van Carlos 'de Jakhals'.
- Gastland Zweden verliest in de openingswedstrijd van het tweede WK voetbal voor vrouwen met 1-0 van Brazilië.
- Olga Koezenkova herovert het wereldrecord kogelslingeren. De Russin komt bij wedstrijden in Moskou tot een afstand van 68,14 meter.
- Uit vrees voor het ebolavirus ontbreekt de opgeroepen doelman Bruce Grobbelaar bij de interland van zijn vaderland Zimbabwe tegen Zaïre (5-0) in Kinshasa, kort nadat in de stad Kirwit dodelijke slachtoffers vielen door dat virus.

### 6 juni
- De Eerste Kamer verwerpt de prestatiebeurs met één stem verschil. Studenten die in september gaan studeren, blijven onder het oude systeem van studiefinanciering vallen en krijgen vijf jaar beurs in plaats van vier jaar.
- De Bosnische Serviërs laten 108 gegijzelde blauwhelmen vrij. Een groep van 58 VN-soldaten wordt in de loop van de dag per bus naar Zvornik aan de grens met Servië gebracht.
- Het Constitutionele Hof van Zuid-Afrika schaft de doodstraf af. Daarmee komt een einde aan vijf jaar onzekerheid over het lot van 453 gevangenen die wegens moord en andere misdaden ter dood zijn veroordeeld.

### 7 juni
- Het door Tutsi's gedomineerde regeringsleger van Burundi vermoordt bij de inval in enkele Hutu-wijken van de hoofdstad Bujumbura zeker veertig ongewapende Hutu's. De slachtoffers zijn hoofdzakelijk bejaarden, zieken, vrouwen en kinderen die niet in staat waren weg te vluchten voor het geweld.
- Brazilië heft het staatsmonopolie van de nationale oliemaatschappij Petrobas op. Petrobas blijft weliswaar in handen van de overheid, maar binnenlandse en buitenlandse particuliere bedrijven mogen voortaan deelnemen aan de productie, de verwerking en het vervoer van de olie.
- Luxemburg wint op eigen veld verrassend met 1-0 van Tsjechië door een doelpunt van Guy Hellers in de 89ste minuut. Nederland behoudt daardoor uitzicht op deelname aan het EK voetbal van 1996 in Engeland, ondanks de eigen nederlaag tegen Wit-Rusland (1-0).

### 8 juni
- KLM noteert een "doorsnee-winst" van 470 miljoen gulden over het eind maart afgesloten boekjaar 1994-1995.
- Met een elleboogstoot bezorgt Paul Gascoigne zijn Zweedse collega Magnus Erlingmark een gebroken neus tijdens de vriendschappelijke interland tussen Engeland en Zweden (3-3) in Leeds.
- De rechter bepaalt dat het weekblad Weekend in het eerstvolgende nummer een artikel moet rectificeren over zanger René Froger. Bovendien moet het blad hem 15.000 gulden betalen naar aanleiding van een artikel van 20 mei, waarin een anonieme auteur stelde dat Froger uitsluitend bij zijn echtgenote bleef dankzij een wurgcontract dat de schoonvader hem had laten ondertekenen.

### 9 juni
- De Kroatische president Franjo Tudjman waarschuwt de opstandige Serviërs in de Krajina dat zij "hetzelfde lot zullen ondergaan als de extremisten in West-Slavonië" als zij niet bereid zijn tot een vredesakkoord.
- Politie en leger in Colombia arresteren Gilberto Rodríguez. Samen met zijn broer Miguel vormde hij de leiding van het zogenoemde Kartel van Cali, dat verantwoordelijk wordt gehouden voor 80 procent van de cocaïne die jaarlijks op de Amerikaanse en Europese markt wordt gebracht.
- De Veiligheidsraad heeft unaniem ingestemd met de vermindering van het aantal VN-militairen in Rwanda. De komende drie maanden wordt de VN-vredesmacht van 5500 tot 2330 man verminderd.
- De Staatsdoema, het Russische lagerhuis, keurt een belangrijk wetsontwerp goed dat de parlementsverkiezingen eind december mogelijk maakt.

### 10 juni
- De Noord-Britse stad Bradford is voor de tweede dag op rij het toneel van rellen. Circa driehonderd jongeren, overwegend Aziaten, gooien met stenen en benzinebommen naar de politie. Aanleiding zijn beledigingen van de politie aan het adres van een meisje van Pakistaanse afkomst.
- MVV verliest in poule A van de nacompetitie met 3-2 van Heracles, zodat de Maastrichtse voetbalclub voor het eerst sinds 1988 weer terugkeert in de kelder van het betaalde voetbal, de eerste divisie.
- De politieke soap opera 'AOV' bereikt zijn absolute dieptepunt: acht dagen nadat het hoofdbestuur van deze ouderenpartij oprichter en voorzitter Martin Batenburg royeerde als lid, doen aanhangers van de laatste op een 'ledenvergadering' het omgekeerde. Drie dagen later wordt hij met 74 anderen geïnstalleerd als senator. Pas op 28 augustus trekt de mist op: Jet Nijpels, voorzitter van de gehalveerde fractie van het Algemeen Ouderen Verbond in de Tweede Kamer, richt met anderen een nieuwe partij op, Senioren 2000.

### 11 juni
- Premier Silvio Berlusconi van Italië mag zijn tv-stations in bezit houden, blijkens de uitslag van de tv-referenda.
- Tennisser Thomas Muster wint het eerste grandslamtoernooi uit zijn loopbaan. In Parijs verslaat hij de Amerikaan Michael Chang in de finale van Roland Garros.
- Michael Doohan behaalt zijn derde zege van het seizoen. De Australische motorcoureur wint de Grand Prix van Italië in de 500 cc.
- Brazilië wint het vierlandentoernooi om de Umbro Cup. De regerend wereldkampioen voetbal blijft ongeslagen en wint op de slotdag met 3-1 van gastland Engeland.

### 12 juni
- Premier Wim Kok en zijn Vietnamese collega Võ Văn Kiệt tekenen in Hanoi drie samenwerkingsovereenkomsten op economisch en financieel terrein.
- Voor het eerst in drie weken bereikt een voedselkonvooi de Bosnische hoofdstad Sarajevo. Na een tocht over de gevaarlijke kronkelweg over de berg Igman arriveren drie VN-vrachtwagens met 30 ton meel in de voorstad Hrasnica.
- De Baltische republieken Estland, Letland en Litouwen, die decennialang tot de Sovjet-Unie behoorden, sluiten in Luxemburg een associatie-akkoord met de Europese Unie.
- De wereldzwembond FINA verleent de Duitse zwemster Sylvia Gerasch geen strafvermindering. De voormalige Oost-Duitse sportvrouw had een verzoek ingediend om haar schorsing van twee jaar op te heffen, zodat ze in augustus in Wenen haar Europese titel op de 100 meter schoolslag kan verdedigen. Gerasch werd in november 1993 tijdens de EK sprint in het Engelse Gateshead betrapt op het gebruik van cafeïne.

### 13 juni
- In Frankrijk kondigt president Jacques Chirac aan dat hij de kernproeven op het atol Mururoa in de Stille Oceaan na een onderbreking van ruim drie jaar weer wil hervatten. Op stapel staat een serie van acht proeven.
- The Rolling Stones treden op in het Goffertstadion in Nijmegen op een podium dat wordt omsloten door een burcht van staal, een futuristische constructie waar zeshonderd ton ijzer in verwerkt zit.
- Sprinter Linford Christie, de wereld- en olympisch kampioen op de 100 meter, beëindigt zijn atletiekcarrière aan het eind van het seizoen, zo kondigt hij aan op de Engelse televisie.
- De in NRC Handelsblad verschenen artikelenreeks over de beursintroductie van KPN wordt bekroond met de Financiële Persprijs 1994.
- Duitsland weert Maryam Rajavi, de voorman van de Nationale Raad van het Iraanse Verzet.
- De onderzoeksrechters van de Operatie Schone Handen in Milaan vragen opnieuw om een proces tegen de Italiaanse ex-premier Silvio Berlusconi, ditmaal wegens belastingfraude.

### 14 juni
- De Ierse blues- en rockgitarist en zanger Rory Gallagher overlijdt op 46-jarige leeftijd in een Londens ziekenhuis aan de medische complicaties, die optraden bij een levertransplantatie.

### 16 juni
- Leden van het Internationaal Olympisch Comité besluiten in Boedapest om de Olympische Winterspelen van 2002 toe te kennen aan de Amerikaanse stad Salt Lake City.
- Michael Jacksons nieuwe album HIStory: Past, Present and Future, Book I komt uit.

### 18 juni
- Bij een ontploffing in een wegrestaurant in het Belgische plaatsje Eynatten, dicht bij het Drielandenpunt, komen zeker zestien mensen om het leven en raken er drie ernstig gewond.

### 20 juni
- Na een week van snel toenemende internationale druk - de Duitse bondskanselier Helmut Kohl bespreekt het thema zelfs met zijn Britse collega premier John Major - haalt Shell bakzeil: de multinational zal de olie-opslagplaats Brent Spar niet dumpen in de Atlantische Oceaan. Volgens de maatschappij blijft afzinken voor het milieu de beste oplossing maar heeft zij zelfs regeringen daarvan niet kunnen overtuigen. De milieu-organisatie Greenpeace, die het verzet in zeven Europese landen aanvoerde, kraait victorie. De opslagplaats wordt gestald in een fjord in Noorwegen, in afwachting van afbraak elders aan land.
- België wordt om even voor vier uur 's ochtends getroffen door een lichte aardbeving die vrijwel in het hele land voelbaar is. Het epicentrum bevindt zich in Houdeng bij Louvrière, een plaatsje tussen Charleroi en Mons. De schok heeft een kracht van 4,5 op de Schaal van Richter.

### 22 juni
- In Groot-Brittannië daagt premier John Major zijn tegenstanders binnen de Conservatieve Partij uit. Hij stelt voor, een nieuwe leider te kiezen en is zelf kandidaat.

### 25 juni
- Zuid-Afrika wint voor het eigen publiek in het Ellis Park-stadion in Johannesburg het derde officiële wereldkampioenschap rugby door in de finale Nieuw-Zeeland met 15-12 te verslaan.
- In het Wagener-stadion in Amstelveen heroveren de Nederlandse hockeysters de Europese titel door Spanje in de finale na strafballen te verslaan.

### 26 juni
- In de Ethiopische hoofdstad Addis Abeba wordt een aanslag gepleegd op het konvooi van de Egyptische president Hosni Moebarak, die daar net was aangekomen voor een conferentie van de Organisatie van Afrikaanse Eenheid.
- In Groot-Brittannië stelt minister John Redwood uit het kabinet van premier John Major zich kandidaat voor het leiderschap binnen de Conservatieve Partij.

### 28 juni
- Het actualiteitenprogramma Nova meldt dat minister Hans Wijers van Economische Zaken voor zijn aantreden de belasting heeft ontdoken. Wijers zou onder meer een te lage waarde voor zijn lease-auto hebben opgegeven. De bewindsman wordt door premier Wim Kok in bescherming genomen. Ook volgens de Tweede Kamer is er niets aan de hand.

### 29 juni
- Ruim vijfhonderd mensen komen om het leven bij het instorten van het Sampoong Winkel Centrum in Korea

### 30 juni
- De Tweede Kamer stemt in met een wetsvoorstel over orgaandonatie. Iedere Nederlander van achttien jaar of ouder krijgt van de gemeente een formulier waarop hij kan aangeven of hij voor donatie is, tegen, of de keuze overlaat aan zijn nabestaanden.

<< · januari · februari · maart · april · mei · juni · juli · augustus · september · oktober · november · december · >>